# Lichtenberg (comuna)
Lichtenberg é uma comuna francesa na região administrativa de Grande Leste, no departamento Baixo Reno. Estende-se por uma área de 12,21 km². Em 2010 a comuna tinha 560 habitantes (densidade: 45,9 hab./km²).